# Comuna de Dąbrowice
Dąbrowice (polaco: Gmina Dąbrowice) é uma gminy (comuna) na Polónia, na voivodia de Lodz e no condado de Kutnowski. A sede do condado é a cidade de Dąbrowice.
De acordo com os censos de 2004, a comuna tem 2121 habitantes, com uma densidade 46,2 hab/km².

## Área
Estende-se por uma área de 45,94 km², incluindo:
- área agricola: 94%
- área florestal: 0%

## Demografia
Dados de 30 de Junho 2004:
|                      | Total   | Total | Mulheres | Mulheres | Homens  | Homens |
| -------------------- | ------- | ----- | -------- | -------- | ------- | ------ |
|                      | pessoas | %     | pessoas  | %        | pessoas | %      |
| População            | 2121    | 100   | 1078     | 50,8     | 1043    | 49,2   |
| Densidade (pop./km²) | 46,2    | 100   | 23,5     | 23,5     | 22,7    | 22,7   |

De acordo com dados de 2002, o rendimento médio per capita ascendia a 1363,71 zł.

## Subdivisões
- Augustopol, Baby, Dąbrowice, Liliopol, Mariopol, Ostrówki, Witawa, Zgórze, Żakowiec.

## Comunas vizinhas
- Chodecz, Chodów, Krośniewice, Nowe Ostrowy, Przedecz